# Arnellia fennica
Arnellia fennica là một loài rêu tản trong họ Arnelliaceae. Loài này được (Gottsche & Rabenh.) Lindb. miêu tả khoa học lần đầu tiên năm 1889.